# Dicrostonyx
A Dicrostonyx, magyarul örvöslemming az emlősök (Mammalia) osztályának rágcsálók (Rodentia) rendjébe, ezen belül a hörcsögfélék (Cricetidae) családjába tartozó nem.

## Rendszerezés
A nembe az alábbi 8 faj tartozik:
- grönlandi örvöslemming (Dicrostonyx groenlandicus) Traill, 1823
- tarka örvöslemming (Dicrostonyx hudsonius) Pallas, 1778 – típusfaj
- alaszkai örvöslemming (Dicrostonyx nelsoni) Merriam, 1900
- Dicrostonyx nunatakensis Youngman, 1967
- Richardson-örvöslemming (Dicrostonyx richardsoni) Merriam, 1900
- szibériai örvöslemming (Dicrostonyx torquatus) Pallas, 1778
- Aleut-szigeteki örvöslemming (Dicrostonyx unalascensis) Merriam, 1900
- Wrangel-szigeti örvöslemming (Dicrostonyx vinogradovi) Ognev, 1948